# 瓦努阿图国徽
瓦努阿圖國徽上有山、美拉尼西亚勇士、猪牙和飾帶上以官方语言比斯拉马语印上的国家格言“上帝与我们共存”（Long God yumi stanap）。勇士身后十字交叉的“那姆乐”树叶与环绕着树叶的猪牙代表国家的富裕和自然资源的富足。“那姆乐”树叶与猪牙同时出现在国旗上。豬獠牙圖案同时象征财富，蕨葉同时代表和平，而39片葉代表了39名國會議員。前方為穿上當地戰士服裝的首任總理沃爾特·利尼站在當地的最高峰塔布韋馬甘納山上。国徽由利克·弗雷泽设计，他也是国旗的修定人。